# Franz Hagmann
Franz Hagmann (* 6. Juli 1941 in Kirchberg, Kanton St. Gallen; † 13. Februar 2008 in St. Gallen) war ein Schweizer Politiker (CVP).

## Biografie
Franz Hagmann studierte an der Universität Fribourg Germanistik. Er schloss mit dem Doktorat ab und unterrichtete danach während 14 Jahren Deutsch und Französisch an der Kantonsschule am Burggraben in St. Gallen. Danach wurde er Verwaltungsdirektor der Universität St. Gallen (HSG). Nebenberuflich war er Präsident der Ostschweizerischen Radio- und Fernsehgesellschaft, dann Präsident der Radio- und Fernsehgesellschaft der Deutschen und Rätoromanischen Schweiz (DRS) sowie Vizepräsident der Schweizerischen Radio- und Fernsehgesellschaft (SRG).
Im Jahr 1992 wurde Franz Hagmann in den St. Galler Stadtrat (Exekutive) gewählt, 2004 folgte die Wahl zum Stadtpräsidenten. Von 1993 bis 2004 stand er der Verwaltung der Technischen Betriebe (heute Direktion Technische Betriebe) vor, von 2005 bis 2006 der Direktion Inneres und Finanzen. Auf Ende 2006 trat Franz Hagmann wegen eines Krebsleidens zurück.
Vom 1. Mai 1996 bis 27. September 2006 war Franz Hagmann Mitglied des Kantonsrates des Kantons St. Gallen. Während fünf Jahren übte er die Funktion des Fraktionspräsidenten der CVP aus.
Am 13. Februar 2008 erlag Franz Hagmann seiner langwierigen Krebserkrankung.